# Firehouse Squadra 23
Firehouse Squadra 23 (Firehouse) è una serie televisiva statunitense in 13 episodi  trasmessi per la prima volta nel corso di una sola stagione nel 1974. Agli episodi regolari va aggiunto l'episodio pilota della durata di 74 minuti trasmesso il 2 gennaio 1973.

## Trama
In una piccola stazione di vigili del fuoco di Los Angeles i cinque uomini della Squadra 23 sono guidati dal capitano Spike Ryerson. La squadra deve affrontare varie missioni per mettere in salvo le persone da situazioni pericolose come ascensori bloccati, colate di fango, incendi, e così via.

## Personaggi e interpreti
- Hank Myers (14 episodi, 1973-1974), interpretato da Richard Jaeckel.
- Capitano Spike Ryerson (13 episodi, 1974), interpretato da James Drury.
- Sonny Caputo (6 episodi, 1974), interpretato da Michael Delano.
- Billy Dalzell (6 episodi, 1974), interpretato da Brad David.
- Cal Dakin (6 episodi, 1974), interpretato da Bill Overton.

## Produzione
La serie, ideata da Frank Cucci, fu prodotta da Stonehenge Productions e Metromedia Productions Le musiche furono composte da Billy Goldenberg.

### Registi
Tra i registi sono accreditati:
- Christian Nyby in 2 episodi (1974)

### Sceneggiatori
Tra gli sceneggiatori sono accreditati:
- Frank Cucci in 14 episodi (1973-1974)
- Robert Pirosh in 4 episodi (1974)
- Booker Bradshaw in 2 episodi (1974)
- Fenton Hobart Jr. in 2 episodi (1974)
- David P. Lewis in 2 episodi (1974)
- Larry Brody
- Dirk Wayne Summers

## Distribuzione
La serie fu trasmessa negli Stati Uniti dal 2 gennaio 1973 (pilot) e dal 17 gennaio 1974 (1º episodio) all'11 aprile 1974 sulla rete televisiva ABC. In Italia è stata trasmessa da Rete 4 a partire dal 4 gennaio 1982 con il titolo Firehouse Squadra 23. È stata distribuita anche in Germania Ovest dal 9 marzo 1977 con il titolo Feuerwache 23.

## Episodi
| Stagione       | Episodi | Prima TV USA | Prima TV Italia |
| -------------- | ------- | ------------ | --------------- |
| Stagione unica | 13+1    | 1973-1974    | 1982            |